# Tevian Jones
Tevian Jones (Chandler, Arizona; 29 de junio de 2000) es un baloncestista estadounidense que pertenece a la plantilla de los Grand Rapids Gold de la G League. Con 2,01 metros de estatura, juega en la posición de alero. 

## Trayectoria deportiva

### Universidad
Jugó dos temporadas con los Fighting Illini de la Universidad de Illinois, en las que promedió 2,6 puntos y 1,1 rebotes por partido.
Al no conseguir minutos de juego en Illinois, se unió al portal de transferencia de la NCAA, y en junio de 2020 fue transferido a los Thunderbirds de la Universidad del Sur de Utah, donde disputó tres temporadas más, en las que promedió 16,5 puntos, 4,5 rebotes y 1,1 asistencias por partido. En su primera temporada fue incluido en el mejor quinteto de la Big Sky Conference, mientras que en la última lo fue, tras el cambio de conferencia de su universidad, en el primer equipo de la Western Athletic Conference.

#### Estadísticas
| Año     | Equipo        | PJ  | PT | MPP  | %TC  | %3P  | %TL  | RPP | APP | ROB | TPP | PPP  |
| ------- | ------------- | --- | -- | ---- | ---- | ---- | ---- | --- | --- | --- | --- | ---- |
| 2018–19 | Illinois      | 24  | 0  | 9.0  | .408 | .295 | .909 | 1.4 | .2  | .5  | .0  | 3.5  |
| 2019–20 | Illinois      | 14  | 0  | 4.8  | .167 | .188 | .500 | .7  | .1  | .0  | .1  | .9   |
| 2020–21 | Southern Utah | 24  | 23 | 28.0 | .424 | .349 | .859 | 4.5 | 1.2 | .7  | .0  | 16.9 |
| 2021–22 | Southern Utah | 28  | 28 | 29.3 | .392 | .311 | .813 | 4.7 | .8  | .7  | .1  | 14.6 |
| 2022–23 | Southern Utah | 36  | 36 | 33.8 | .407 | .362 | .840 | 4.4 | 1.3 | 1.1 | .1  | 17.8 |
| Total   | Total         | 126 | 87 | 23.8 | .403 | .335 | .837 | 3.5 | .8  | .7  | .1  | 12.3 |

### Profesional
Tras no ser elegido en el Draft de la NBA de 2023, jugó la Liga de Verano de la NBA con los New Orleans Pelicans, con los que firmó contrato el 30 de septiembre. fue despedido el 20 de octubre, para días después incorporarse a su filial en la G League, los Birmingham Squadron. En su primera temporada promedió 6,5 puntos y 1,8 rebotes por partido.
El 28 de octubre de 2024 se unió a los Grand Rapids Gold.